# Mistrovství světa juniorů v biatlonu 2025
Mistrovství světa juniorů v biatlonu 2025 probíhalo od 25. února do 5. března 2025 ve švédském Östersundu. Mistrovství světa juniorů se zde konalo podruhé, předtím se tak stalo v roce 1970.
Závodili jak junioři (19 až 21 let), tak dorostenci (15 až 18 let). Na programu byly v obou věkových kategoriích vytrvalostní závody, sprinty, štafety, smíšené štafety a  hromadné starty pro 60 závodníků.

## Program
| Den | Datum     | Začátek | Disciplína                      | Počet závodníků |
| --- | --------- | ------- | ------------------------------- | --------------- |
| St  | 26. února | 13:00   | Vytrvalostní závod (dorostenky) | 112             |
| St  | 26. února | 16:45   | Vytrvalostní závod (dorostenci) | 114             |
| Čt  | 27. února | 10:45   | Vytrvalostní závod (juniorky)   | 93              |
| Čt  | 27. února | 14:30   | Vytrvalostní závod (junioři)    | 102             |
| Pá  | 28. února | 12:30   | Smíšená štafeta (dorostenci)    | 28 štafet       |
| Pá  | 28. února | 16:00   | Smíšená štafeta (junioři)       | 27 štafet       |
| So  | 1. března | 12:00   | Sprint (dorostenky)             | 117             |
| So  | 1. března | 15:20   | Sprint (dorostenci)             | 116             |
| Ne  | 2. března | 12:00   | Sprint (juniorky)               | 99              |
| Ne  | 2. března | 15:20   | Sprint (junioři)                | 103             |
| Po  | 3. března | 10:30   | Hromadný start (dorostenkyně)   | 60              |
| Po  | 3. března | 11:30   | Hromadný start (dorostenci)     | 60              |
| Po  | 3. března | 14:40   | Hromadný start (juniorky)       | 60              |
| Po  | 3. března | 15:40   | Hromadný start (junioři)        | 60              |
| Út  | 4. března | 11:30   | Štafeta (dorostenkyně)          | 25 štafet       |
| Út  | 4. března | 15:00   | Štafeta (dorostenci)            | 26 štafet       |
| St  | 5. března | 9:30    | Štafeta (juniorky)              | 19 štafet       |
| St  | 5. března | 12:45   | Štafeta (junioři)               | 22 štafet       |

## Medailisté

### Junioři
| Disciplína                        | Zlato                                                                 | Výkon                                                     | Stříbro                                                      | Výkon                                                     | Bronz                                                                 | Výkon                                         |
| Vytrvalostní závod (15 km)        | Sivert Gerhardsen                                                     | 36:54,5 (0+0+0+0)                                         | Kasper Kalkenberg                                            | 38:17,1 (0+0+0+1)                                         | James Pacal                                                           | 38:29,6 (0+0+0+0)                             |
| Sprint (10 km)                    | Haavard Tosterud                                                      | 26:33,6 (0+0)                                             | Jakub Borguľa                                                | 27:07,0 (0+0)                                             | Petr Hák                                                              | 27:11,0 (0+0)                                 |
| Závod s hromadným startem (12 km) | Kasper Kalkenberg                                                     | 35:20,9 (1+2+0+2)                                         | Jimi Klemettinen                                             | 35:27,4 (0+1+1+1)                                         | Petr Hák                                                              | 35:53,8 (1+0+2+2)                             |
| Štafeta (4×7,5 km)                | NorskoAndreas Aas Sivert Gerhardsen Håvard Tosterud Kasper Kalkenberg | 1:20:43,0 (0+3) (0+2) (0+0) (0+1) (0+0) (0+0) (0+2) (0+2) | NěmeckoLinus Kesper Fabian Kaskel Elias Seidl Leonhard Pfund | 1:21:02,5 (0+1) (0+0) (0+0) (0+0) (0+0) (0+3) (0+1) (0+1) | PolskoJakub Potoniec Grzegorz Galica Konrad Badacz Fabian Suchodolski | 1:22:35,2 (0+2) (0+3) (0+1) (0+1) (0+1) (0+3) |

### Juniorky
| Disciplína                       | Zlato                                                                                     | Výkon                                                     | Stříbro                                                                               | Výkon                                                     | Bronz                                                                              | Výkon                                                     |
| Vytrvalostní závod (12,5 km)     | Célia Henaffová                                                                           | 34:05,0 (0+0+0+0)                                         | Amandine Menginová                                                                    | 34:27,5 (0+0+0+1)                                         | Fabiana Carpellová                                                                 | 35:10,6 (0+0+0+1)                                         |
| Sprint (7,5 km)                  | Anna Andexerová                                                                           | 22:22,0 (0+1)                                             | Sara Anderssonová                                                                     | 22:30,9 (0+1)                                             | Amandine Menginová                                                                 | 22:52,7 (0+1)                                             |
| Závod s hromadným startem (9 km) | Sara Anderssonová                                                                         | 28:33,0 (2+0+2+0)                                         | Anaëlle Bondouxová                                                                    | 28:45,5 (2+0+0+0)                                         | Oleksandra Merkušinová                                                             | 28:50,2 (2+0+0+1)                                         |
| Štafeta (4×6 km)                 | FrancieCélia Henaffová Voldiya Galmaceová Paulinová Anaëlle Bondouxová Amandine Menginová | 1:15:12,4 (0+3) (0+1) (0+0) (0+1) (0+0) (0+3) (0+3) (0+2) | NěmeckoCharlotte Gallbronnerová Lea Zimmermannová Alma Siegismundová Lotta De Buhrová | 1:16:19,2 (0+0) (1+3) (0+0) (0+0) (0+2) (1+3) (0+2) (0+3) | NorskoAnn Kristin Aalandová Siri Skarová Guro Ytterhusová Silje Bergová-Knutsenová | 1:16:31,6 (0+1) (0+1) (0+0) (0+2) (0+1) (2+3) (0+1) (1+3) |

### Smíšené závody juniorů
| Disciplína               | Zlato                                                                 | Výkon                             | Stříbro                                                                          | Výkon                                                     | Bronz                                                                 | Výkon                                                     |
| Smíšená štafeta (4×6 km) | NěmeckoAlma Siegismundová Lotta De Buhrová Fabian Kaskel Linus Kesper | 1:12:01,2 (0+2) (0+1) (0+1) (0+1) | FrancieVoldiya Galmaceová Paulinová Amandine Menginová Gaëtan Paturel Edgar Geny | 1:12:18,1 (1+3) (0+1) (0+1) (0+0) (3+3) (0+2) (0+1) (0+2) | RakouskoWilma Anhausová Anna Andexerová Thomas Marchl Fabian Müllauer | 1:12:19,7 (0+0) (0+3) (0+0) (0+0) (0+2) (0+1) (0+1) (0+3) |

### Dorostenci
| Disciplína                        | Zlato                                                       | Výkon                                         | Stříbro                                          | Výkon                                         | Bronz                                             | Výkon                             |
| Vytrvalostní závod (12,5 km)      | Antonin Guy                                                 | 33:51,9 (0+0+0+1)                             | Grzegorz Galica                                  | 33:56,4 (0+1+0+1)                             | Léo Carlier                                       | 34:01,3 (2+0+0+0)                 |
| Sprint (7,5 km)                   | Lukas Tannheimer                                            | 18:56,3 (0+1)                                 | Léo Carlier                                      | 19:11,1 (0+1)                                 | Tov Røysland                                      | 19:13,4 (0+0)                     |
| Závod s hromadným startem (12 km) | Léo Carlier                                                 | 35:52,2 (2+0+1+1)                             | Flavio Guy                                       | 36:12,6 (0+0+3+3)                             | Camille Grataloup-Manissolle                      | 36:25,5 (1+1+2+2)                 |
| Štafeta (3×7,5 km)                | FrancieCamille Grataloup-Manissolle Antonin Guy Léo Carlier | 1:02:04,1 (0+0) (0+3) (0+0) (0+1) (0+0) (0+2) | NěmeckoLuca Anding Lukas Tannheimer Korbi Kübler | 1:02:39,7 (0+0) (0+2) (0+1) (0+3) (0+0) (0+2) | ČeskoJakub Bouška František Jelínek Michael Málek | 1:04:29,1 (0+1) (0+3) (0+1) (0+0) |

### Dorostenky
| Disciplína                       | Zlato                                                      | Výkon                                         | Stříbro                                             | Výkon                                         | Bronz                                                                  | Výkon                                         |
| Vytrvalostní závod (10 km)       | Ilona Plecháčová                                           | 34:16,5 (1+1+1+0)                             | Carlotta Gauterová                                  | 35:04,0 (0+0+0+2)                             | Manca Casermanová                                                      | 35:11,4 (0+1+1+1)                             |
| Sprint (6 km)                    | Martine Skogová                                            | 19:07,1 (0+0)                                 | Louise Roguetová                                    | 19:24,6 (1+0)                                 | Ilona Plecháčová                                                       | 19:32,9 (1+1)                                 |
| Závod s hromadným startem (9 km) | Louise Roguetová                                           | 27:39,1 (0+1+0+1)                             | Lena Siegmundová                                    | 27:47,9 (1+0+0+0)                             | Ilona Plecháčová                                                       | 27:48,3 (1+2+0+0)                             |
| Štafeta (3×6 km)                 | NěmeckoMelina Gauppová Sydney Wüstlingová Lena Siegmundová | 1:03:24,2 (1+3) (0+1) (0+0) (0+1) (0+1) (0+1) | NorskoSara Tronrudová Bjørg Eideová Martine Skogová | 1:03:45,0 (0+1) (0+3) (0+1) (0+1) (0+0) (0+3) | ItálieNayeli Mariottiová Cavagnetová Gaia Condolová Carlotta Gauterová | 1:04:01,5 (0+0) (0+2) (0+0) (0+1) (0+0) (0+3) |

### Smíšené závody dorostenců
| Disciplína               | Zlato                                                          | Výkon                                                     | Stříbro                                                               | Výkon                                                     | Bronz                                                                            | Výkon                                         |
| Smíšená štafeta (4×6 km) | NorskoMartine Skogová Bjørg Eideová Tov Røysland Leo Gundersen | 1:13:44,4 (0+1) (0+1) (0+0) (0+2) (0+2) (0+1) (0+0) (0+2) | NěmeckoLena Siegmundová Melina Gauppová Lukas Tannheimer Korbi Kübler | 1:14:10,3 (0+1) (0+1) (0+1) (2+3) (0+0) (1+3) (0+0) (0+1) | FrancieLouise Roguetová Lola Bugeaudová Camille Grataloup-Manissolle Léo Carlier | 1:14:34,1 (0+3) (0+1) (0+0) (0+2) (0+2) (0+1) |